# Cor van der Peet
Cornelis Willibrordus "Cor" van der Peet SCJ (Heiloo, 7 november 1900 – Heemskerk, 17 april 1987) was priester in de Congregatie van de Priestercongregatie van het Heilig Hart van Jezus.

## Loopbaan
Hij studeerde onder meer aan het beroemde Parijse muziekinstituut "Schola Cantorum de Paris", waar de kerkmuziek centraal stond, en later bij Hendrik Andriessen. Hij componeerde zowel in het traditionele als in het modernere idioom, voornamelijk (maar niet alleen) geestelijke koorwerken, waaronder twee zesstemmige missen.
Een deel van zijn werk werd uitgegeven door Annie Bank. Ook zijn niet in druk verschenen composities verdienen de aandacht, zoals zijn in de latere jaren geschreven Nederlandse missen. Enkele van deze composities, waaronder twee missen en twee Marialiederen, zijn inmiddels gepubliceerd en vrij beschikbaar op www.liederen.org (zie Externe links hieronder).